# Veronica Persson
Veronica Persson, född 17 juli 1983, är en svensk fotbollsspelare (försvarare) som spelat i Kristianstads DFF säsongerna 2008 och 2009.